# Sido (Mali)
Sido è un comune rurale del Mali facente parte del circondario di Bougouni, nella regione di Sikasso.